# Luis Losada Pescador
Luis Losada Pescador (Madrid, 26 de marzo de 1971) es un periodista español de medios audiovisuales y escritos, que ha sido presentador de televisión en el Grupo Intereconomía y subdirector en el diario La Gaceta de los Negocios. Actualmente es consultor de comunicación de organizaciones y empresas, además de dirigir WatchTVSpain y Telediario en un minuto, y ser colaborador de Vozpópuli (diario digital). Desde septiembre de 2013 hasta mediados de 2015 fue colaborador de 13 TV.

## Biografía
Luis Losada Pescador estudió hasta los 18 años en el Colegio Nuestra Señora del Recuerdo de Madrid. Es licenciado en Ciencias Económicas y Empresariales por ICADE (1989-1994). Sus inicios en el periodismo fueron en el Grupo Recoletos, pasando posteriormente al Grupo Intereconomía, en el programa de Radio Intereconomía Cierre de Mercados con Susana Criado y Ramón Pi, en su espacio diario titulado La Puntilla.
Su especialidad es la información económico-financiera. Ha formado parte del diario electrónico Hispanidad.com, dirigido por Eulogio López. Fue colaborador diario de la agencia Fax Press, con una columna de opinión sobre economía y política. Periódicamente ha publicado también en El Semanal Digital, cuyo director es Antonio Martin Beaumont, así como en la Agencia Notimex y la Revista Arbil. También colaboró frecuentemente en el año 2008 en los informativos de la noche de Popular TV.
Ha estado ligado a Hazte Oír, asociación católica vinculada con la Organización Nacional del Yunque, desde sus comienzos, cuando financió las primeras campañas de la asociación y fue el autor de su nombre. Posteriormente, ha ocupado los cargos de vicepresidente y tesorero de Hazte Oír.
Ha sido subdirector del Semanario Alba, de inspiración católica y conservadora, que se inició en octubre del año 2004. También ha trabajado como articulista político de la Revista Época, también del Grupo Intereconomía. 
Entre otras actividades profesionales, ha sido profesor del Instituto de Humanidades Ángel Ayala de la Universidad CEU San Pablo, donde fue introducido por Jaime Urcelay, y ha participado como relator en cursos de formación en comunicación en la Asociación Profesionales por la Ética, vinculada a la plataforma de asociaciones contrarias a la asignatura de Educación para la Ciudadanía (organización también relacionada con el Yunque).
En el año 2005 estuvo en Cuba junto al periodista Miguel Gil tratando interpretar la realidad de la isla y el gobierno de Fidel Castro, viaje fruto del cual se publicó un libro de fotografías narradas titulado El legado de Fidel Castro. Durante los veranos de 2006 y 2008 acudió a Chile y a Panamá, respectivamente, a diversos congresos y encuentros, donde impartió conferencias sobre el valor de la familia, el matrimonio y la educación.
En el inicio de Intereconomía TV, en las temporadas 2008-2010, colaboró en el programa "El Balance", con Pilar García de la Granja, y "Crónica", con Susana Criado, así como dirigió durante una temporada el programa de debate "El Club de la Palabra". Desde la temporada 2010-2011, ha dirigido "El Telediario de Intereconomía", junto a Irene Cacabelos y Manuel Gómez. Desde el año 2009 ha seguido para el Grupo Intereconomía en diversos viajes la crisis de Honduras, así como en el 2010 fue enviado especial de esta cadena a Grecia. En la temporada 2011-2013, además de haber dirigido hasta septiembre de 2012 El Telediario de Intereconomía, ha trabajado hasta abril de 2013 en el Diario La Gaceta de los Negocios como subdirector y como corresponsal político del Grupo Intereconomía. Otras aportaciones se encuentran en Intereconomía Televisión, sus artículos en el blog de Intereconomía, y en medios en línea como 4uPress.
Desde septiembre de 2013 también fue colaborador de la cadena 13 TV en el programa de la periodista Isabel Durán Más Claro Agua.

## Vida personal
En junio de 2005, contrajo matrimonio con la médico forense Victoria Uroz. Tras una declaración de Uroz en un juicio acerca de la supuesta relación entre Hazte Oír y El Yunque en que señaló a Losada como miembro de El Yunque, y tras la cobertura de la noticia por parte del periódico en línea elplural.com, Losada envió una nota al periódico. En esa nota, además de negar su vinculación a El Yunque, afirmó que estaba separado de Uroz desde al menos 2012, y legalmente desde marzo de 2013.

## Obras
- "El Legado de Fidel Castro". Luis Losada Pescador y Miguel Gil. Editorial Sekotia, 2007.